# Coppet
Coppet ist eine politische Gemeinde im Bezirk Nyon des Kantons Waadt in der Schweiz.

## Geographie

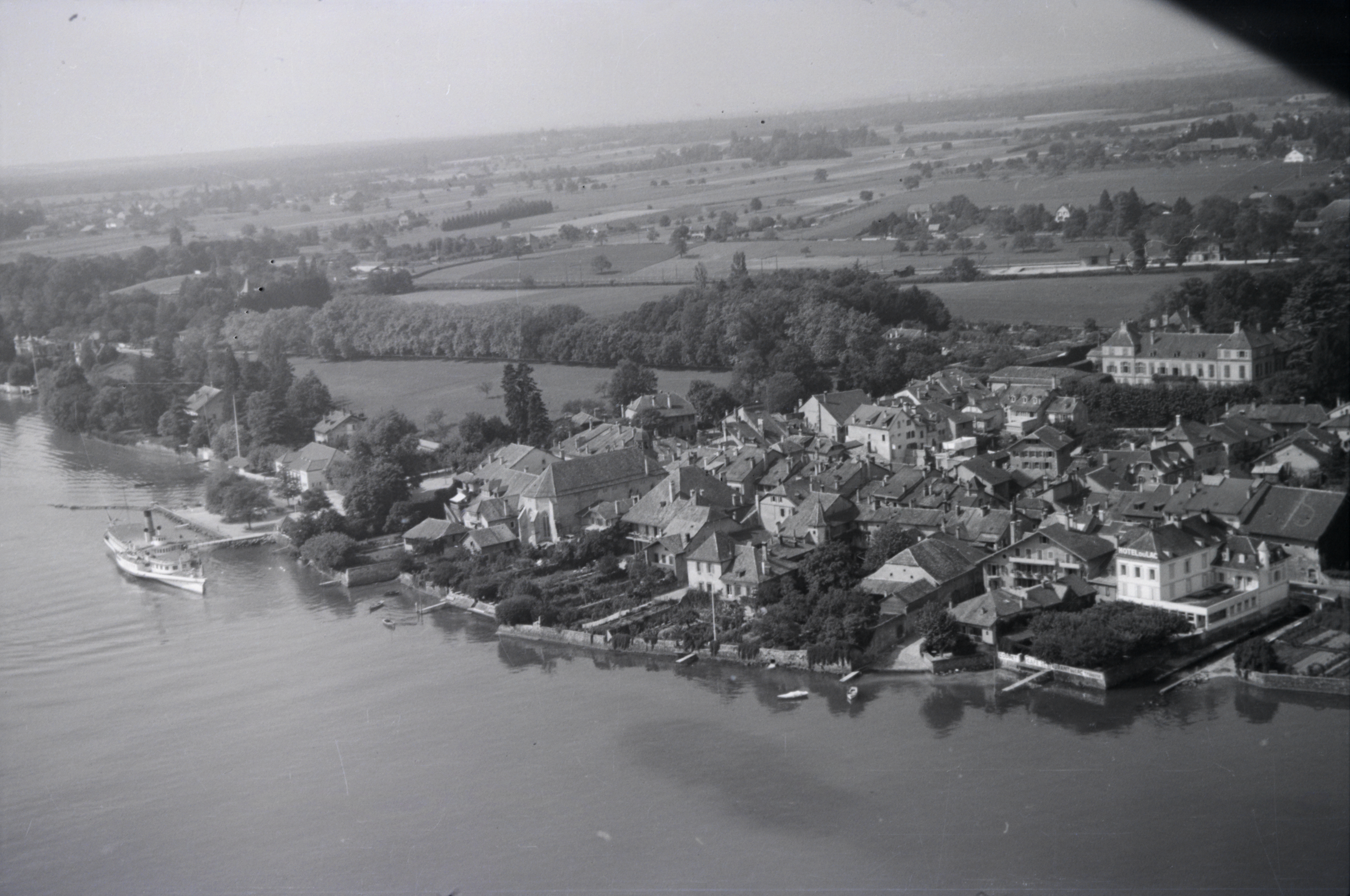
Luftbild von Walter Mittelholzer
(1935)

Coppet liegt auf 377 m ü. M., im äussersten Südwesten der Waadt, 13 km nordnordöstlich der Stadt Genf (Luftlinie). Der Ort erstreckt sich am Ufer des Genfersees, südlich der Mündung des Baches Greny.
Die Fläche des nur gerade 1,9 km² grossen Gemeindegebiets umfasst einen schmalen Abschnitt am Westufer des Genfersees. Der Gemeindeboden erstreckt sich vom Seeufer beidseits der Mündung des Greny westwärts über den flachen Uferrandstreifen bis auf den angrenzenden Höhenrücken. Hier wird mit 425 m ü. M. der höchste Punkt von Coppet erreicht. Von der Gemeindefläche entfielen 1997 58 % auf Siedlungen, 4 % auf Wald und Gehölze, 37 % auf Landwirtschaft und etwas weniger als 1 % war unproduktives Land.
Der historische Kern von Coppet wird von einem Grüngürtel umgeben. Die zahlreichen neuen Einfamilienhaus- und Villenquartiere befinden sich zumeist am Rand des Gemeindegebietes und fügen sich an die Siedlungsgebiete der Nachbargemeinden Tannay, Commugny und Founex an.

## Geschichte
Coppet kann auf eine sehr lange Siedlungstradition zurückblicken. Am Seeufer wurden Überreste einer Siedlung aus der Bronzezeit gefunden. Im Weiteren sind Spuren aus der Römerzeit vorhanden: ein Meilenstein, eine Grabstele und Reste einer Villa. Der Ursprung von Coppet ist ein Hofgut, das zu Commugny gehörte. Die Herren von Thoire-Villars erwarben das Gebiet 1271 vom Haus Savoyen und gründeten das Schloss und den Marktort Coppet, der von Anfang an mit dem Stadtrecht ausgestattet war. Die erste urkundliche Erwähnung des Städtchens erfolgte 1294 unter dem Namen Copetum, 1347 erschien die Schreibweise Copet.
1314 kam die Herrschaft über Coppet an die Adelsfamilie Allamand. Der Herzog von Savoyen führte Coppet 1484 mit anderen Lehen zusammen und erhob es zur Freiherrschaft. Mit der Eroberung der Waadt durch Bern im Jahr 1536 kam das Städtchen unter die Verwaltung der Vogtei Nyon. Die Freiherrschaft Coppet, deren Besitzer mehrfach wechselte, besass aber die hohe Gerichtsbarkeit. Als Stadt an der Grenze zwischen der Waadt und dem Pays de Gex profitierte Coppet vom Transportgewerbe. Nach dem Zusammenbruch des Ancien Régime gehörte Coppet von 1798 bis 1803 während der Helvetik zum Kanton Léman, der anschliessend mit der Inkraftsetzung der Mediationsverfassung im Kanton Waadt aufging. 1798 wurde es dem Bezirk Nyon zugeteilt und 1803 Hauptort eines Kreises. Unter Germaine de Staël, die während der Napoleonischen Zeit Personen von politischem und geistig-literarischem Rang auf dem Schloss versammelte, erlangte Coppet europäische Bekanntheit.

## Bevölkerung
| Bevölkerungsentwicklung | Bevölkerungsentwicklung | Bevölkerungsentwicklung | Bevölkerungsentwicklung | Bevölkerungsentwicklung | Bevölkerungsentwicklung | Bevölkerungsentwicklung | Bevölkerungsentwicklung | Bevölkerungsentwicklung |
| ----------------------- | ----------------------- | ----------------------- | ----------------------- | ----------------------- | ----------------------- | ----------------------- | ----------------------- | ----------------------- |
| Jahr                    | 1764                    | 1850                    | 1900                    | 1950                    | 1960                    | 1970                    | 2000                    | 2016                    |
| Einwohner               | 450                     | 471                     | 561                     | 616                     | 774                     | 1097                    | 2360                    | 3151                    |

Mit 3207 Einwohnern (Stand 31. Dezember 2023) gehört Coppet zu den mittelgrossen Gemeinden des Kantons Waadt. Von den Bewohnern sind 71,1 % französischsprachig, 10,5 % englischsprachig und 7,3 % deutschsprachig (Stand 2000). Die Bevölkerungszahl von Coppet belief sich 1850 auf 471 Einwohner, 1900 auf 561 Einwohner. Nach 1960 (774 Einwohner) setzte eine rasante Bevölkerungszunahme mit einer Verdreifachung der Einwohnerzahl innerhalb von 40 Jahren ein.

## Wirtschaft

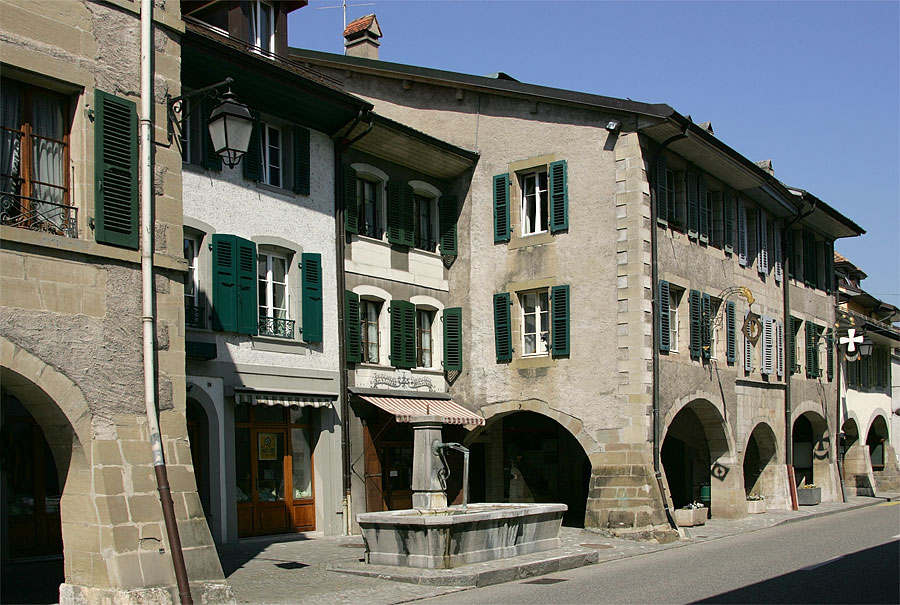
Grand-Rue (Teil der ehemaligen Hauptverbindungsstrasse zwischen Genf und Lausanne)

Coppet war lange Zeit ein agrarisch geprägtes Städtchen. Vom 14. bis ins 19. Jahrhundert wurde eine Sandsteingrube ausgebeutet. Im Lauf der Zeit entwickelte sich etwas Industrie, insbesondere seit Ende des 18. Jahrhunderts die Uhrenherstellung. Heute hat die Landwirtschaft nur noch eine geringe Bedeutung; es gibt etwas Weinbau und Ackerbau in der Umgebung. Arbeitsplätze sind im Gewerbe und vor allem im Dienstleistungssektor vorhanden. In den letzten Jahrzehnten hat sich Coppet dank seiner attraktiven Lage am Genfersee zu einer Wohngemeinde entwickelt. Die meisten Erwerbstätigen sind Wegpendler (rund 60 %), die vor allem in Genf arbeiten. Coppet ist Standort einer Sekundarschule.

## Verkehr
Die Gemeinde ist verkehrstechnisch sehr gut erschlossen. Sie liegt an der Hauptstrasse 1, die von Genf entlang des Seeufers nach Lausanne verläuft. Der Autobahnanschluss Coppet an der A1 (Genf-Lausanne) ist nur rund 4 km vom Ort entfernt. Am 14. April 1858 wurde die Eisenbahnlinie von Morges nach Coppet in Betrieb genommen, am 21. April desselben Jahres erfolgte die Einweihung der Fortsetzung nach Versoix. Für die Feinverteilung im öffentlichen Verkehr sorgen mehrere Buslinien der Transports publics régionaux Nyon, die von Coppet unter anderem nach Divonne-les-Bains und Nyon verkehren.

## Sehenswürdigkeiten
Das historische Städtchen Coppet besitzt ein mittelalterliches Ortsbild mit zahlreichen Laubenhäusern aus dem 16. Jahrhundert. Die reformierte Pfarrkirche ist die ehemalige Konventskirche des 1490 gegründeten Dominikanerklosters. Der Bau wurde um 1500 im gotischen Flamboyantstil errichtet und enthält ein reich geschnitztes Chorgestühl aus dem 16. Jahrhundert; umfassende Restaurierungen fanden 1774 und 1927 statt. Das Maison Michel, ein spätgotisches Haus, beherbergt heute das Ortsmuseum.
Das Schloss Coppet am Westrand des Städtchens wurde 1767 an der Stelle des mittelalterlichen Vorgängerbaus neu errichtet. Es steht in einem französischen Park. Seit 1948 ist der hufeisenförmige Bau der Öffentlichkeit zugänglich. Er enthält reiches Mobiliar des 18. und 19. Jahrhunderts (vornehmlich im Louis-XVI- und Empire-Stil) und bedeutende Porträts.

## Persönlichkeiten
- Alexander zu Dohna-Schlobitten (1661–1728), kurbrandenburgisch-preussischer Generalfeldmarschall und Diplomat
- Christoph I. zu Dohna-Schlodien (1665–1733), brandenburgisch-preussischer General und Diplomat
- Friedrich von Dohna (1621–1688), Gouverneur des Fürstentums Orange erwarb die Baronie Coppet
- Marie-Jeanne Girardot de Vermenoux (1736–1781), Witwe des französisch-schweizerischen Bankiers Georges-Tobie de Thellusson (1728–1776), erwarb die Baronie Coppet
- Jacques Necker (1732–1804), französischer Bankier und Finanzminister, erwarb die Baronie Coppet 1783
- Anne Louise Germaine de Staël (1766–1817), französische Intellektuelle und Politikerin
- Kazem Rajavi (1934–1990), iranischer Diplomat und Menschenrechtler, wohnte in Coppet, wurde in Coppet ermordet

## Galerie

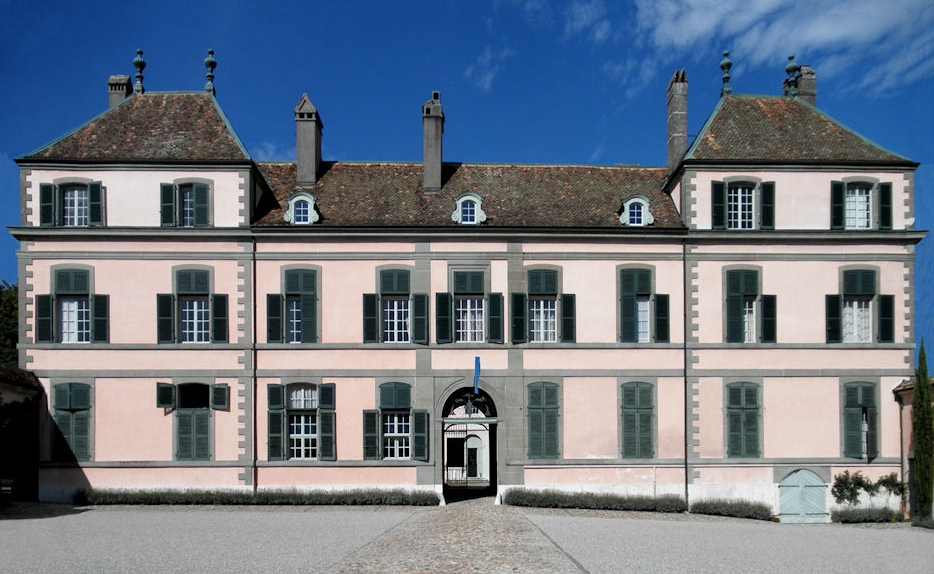
Schloss Coppet
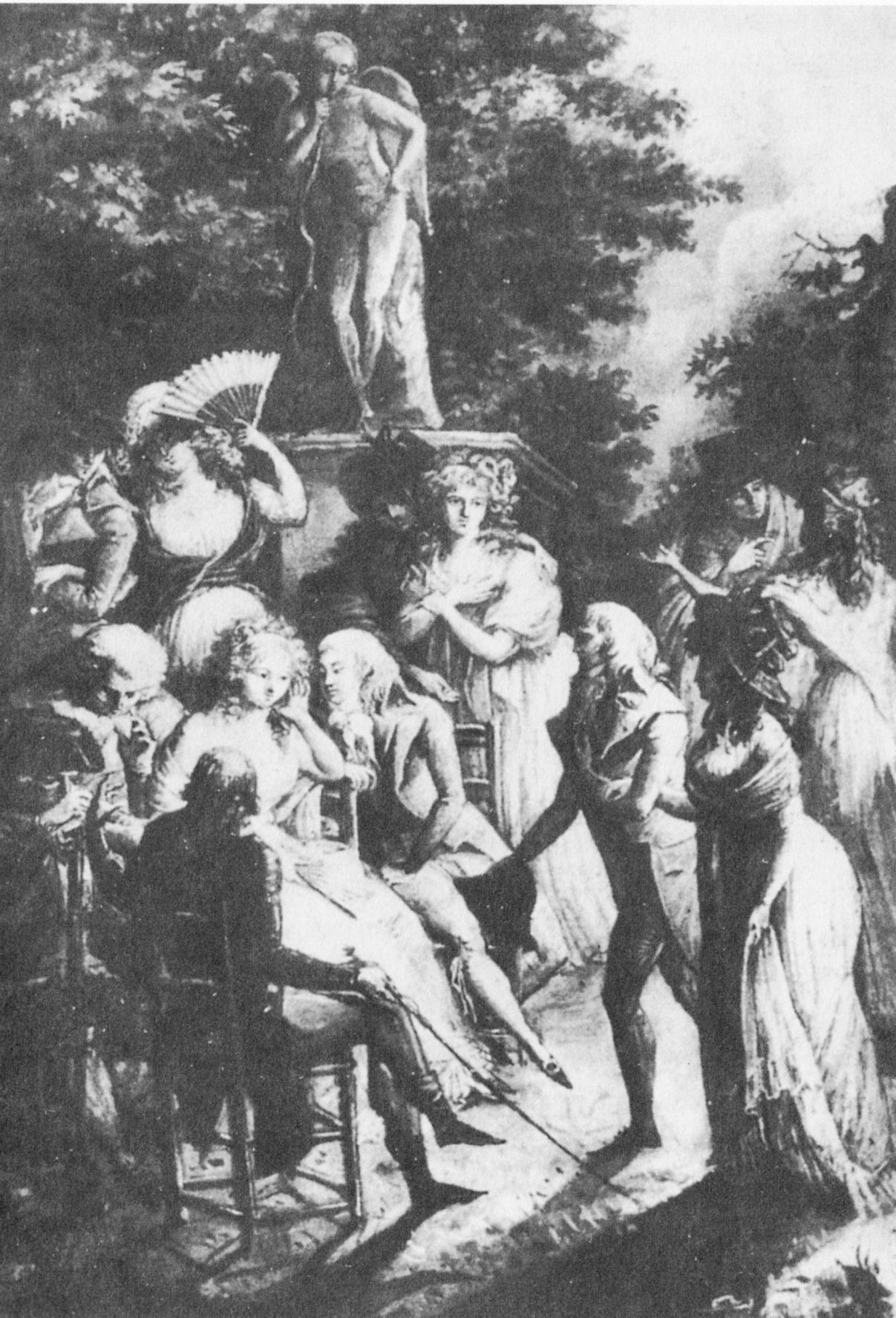
Vortrag der Germaine de Staël im Coppet-Kreis im Garten von Schloss Coppet
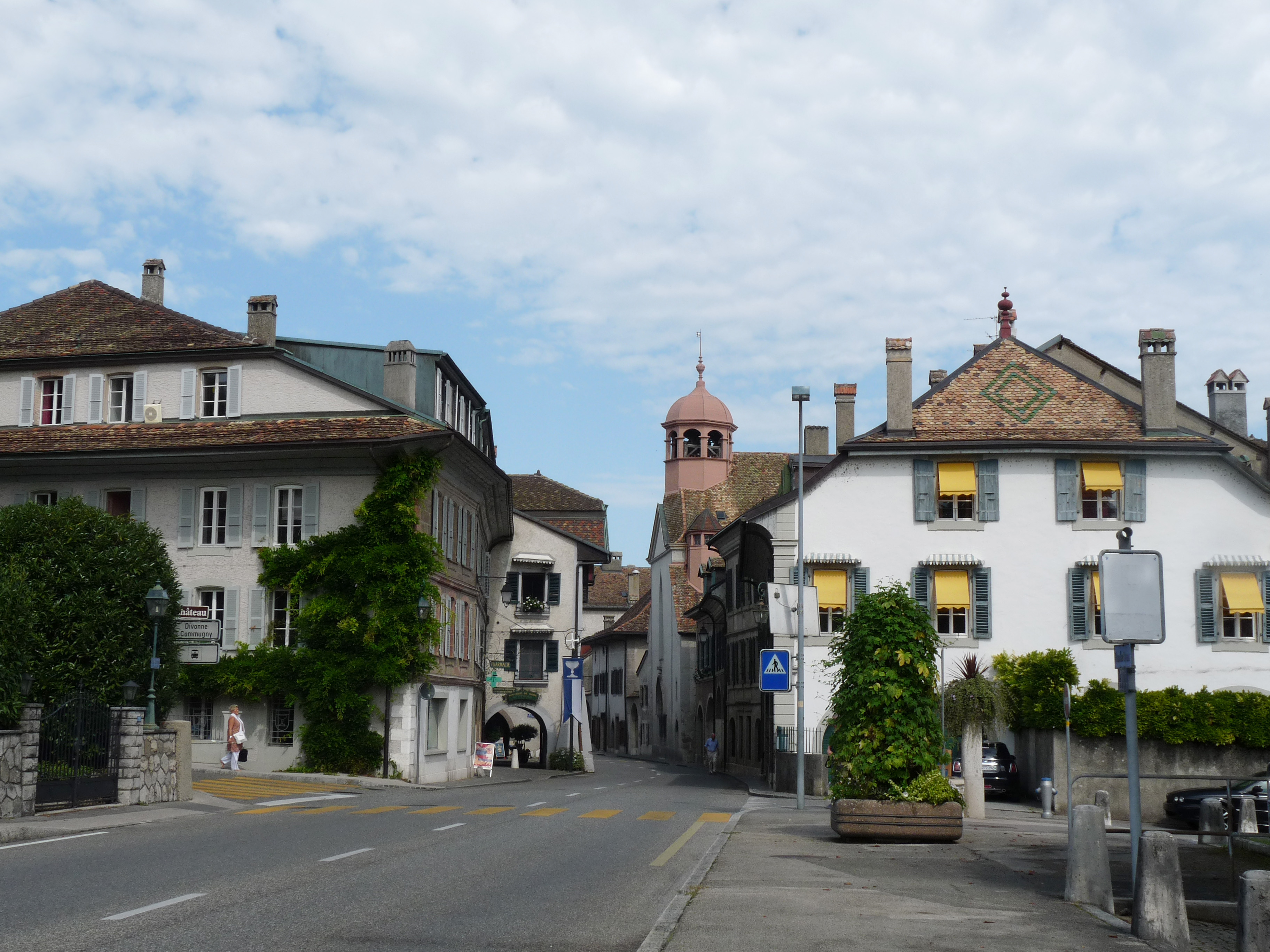
Dorfzentrum
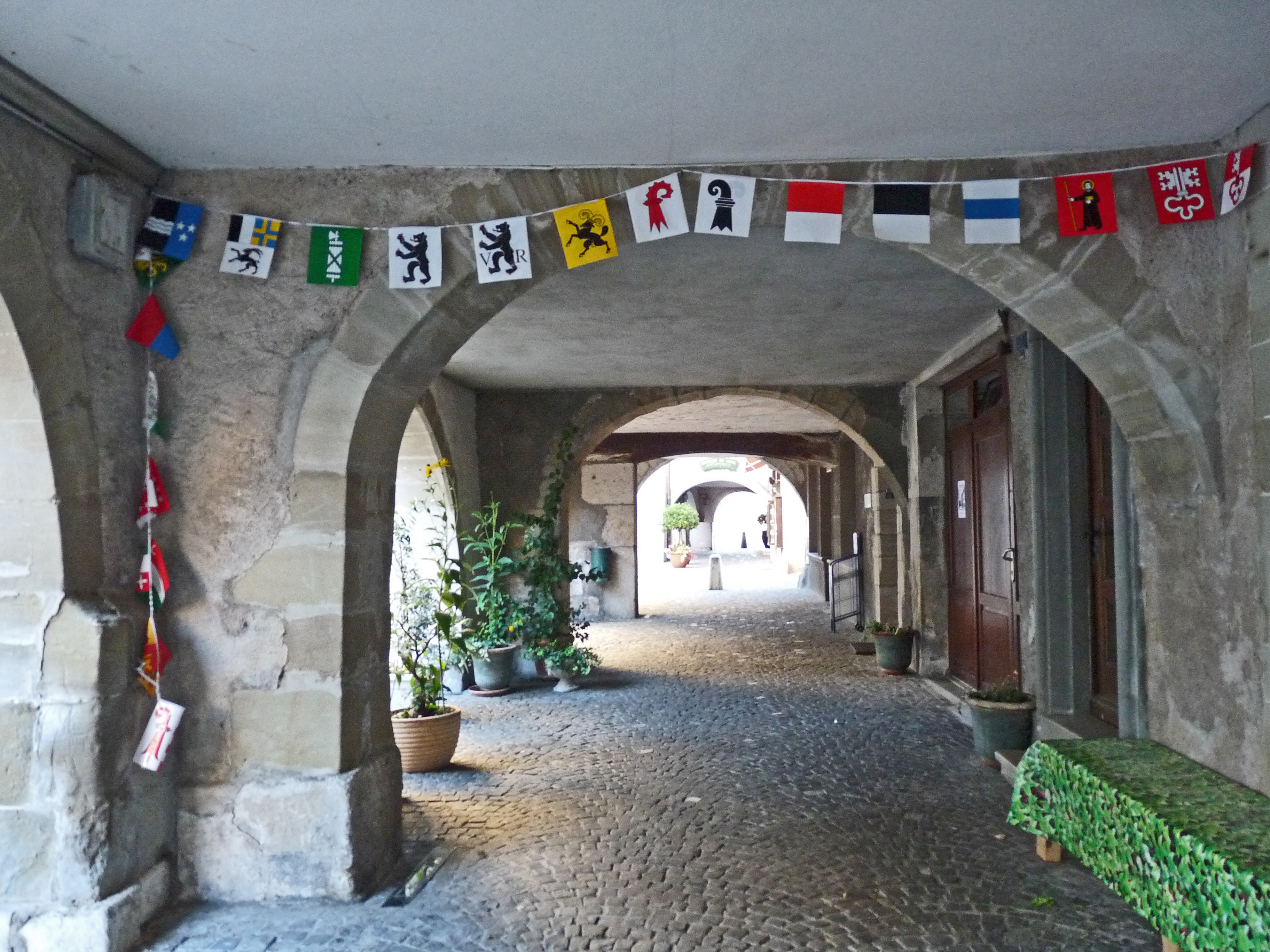
Arkaden im Dorfzentrum (nach Vorbild der Berner Altstadt)
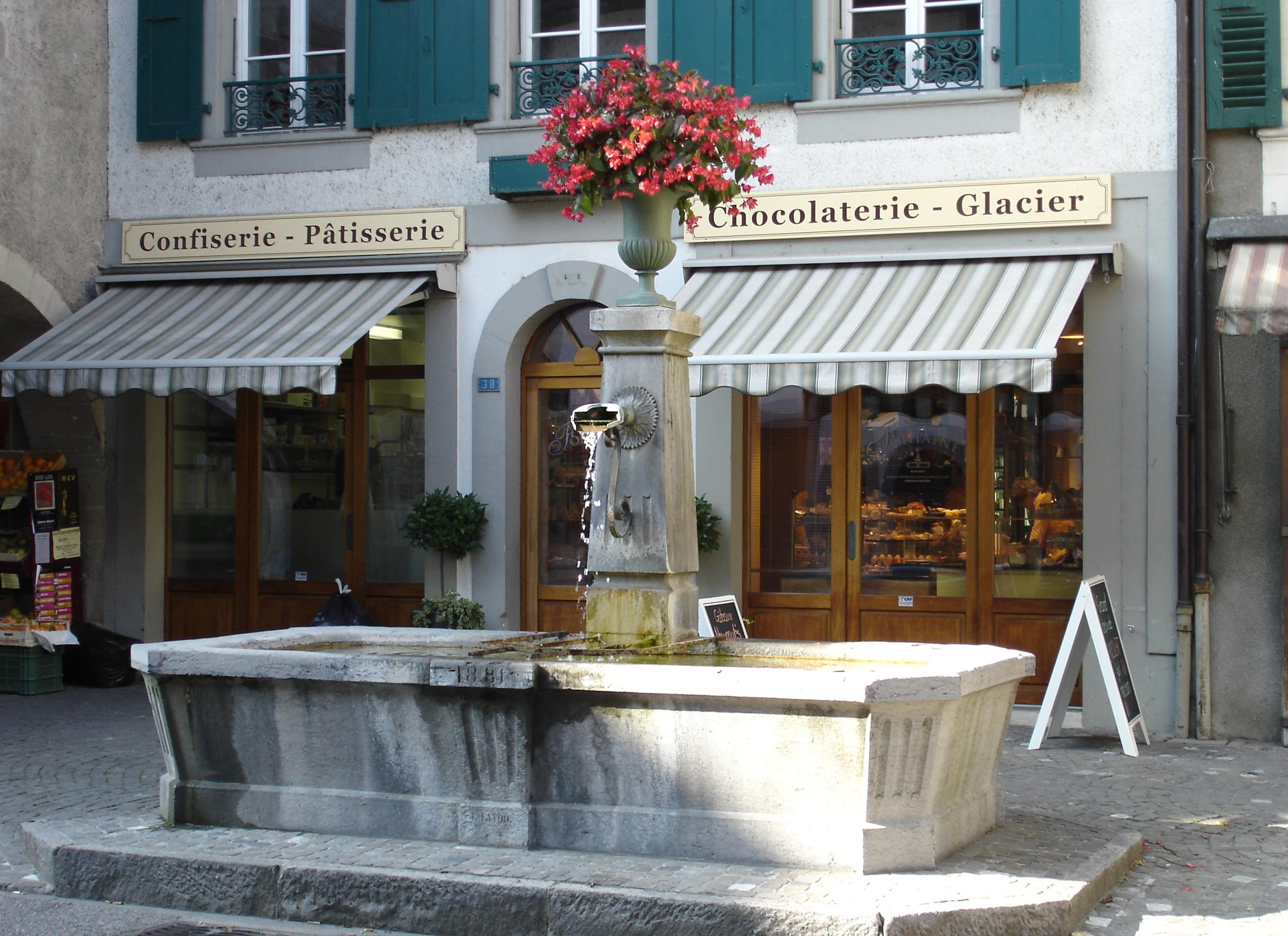
Dorfbrunnen an der Grand-Rue
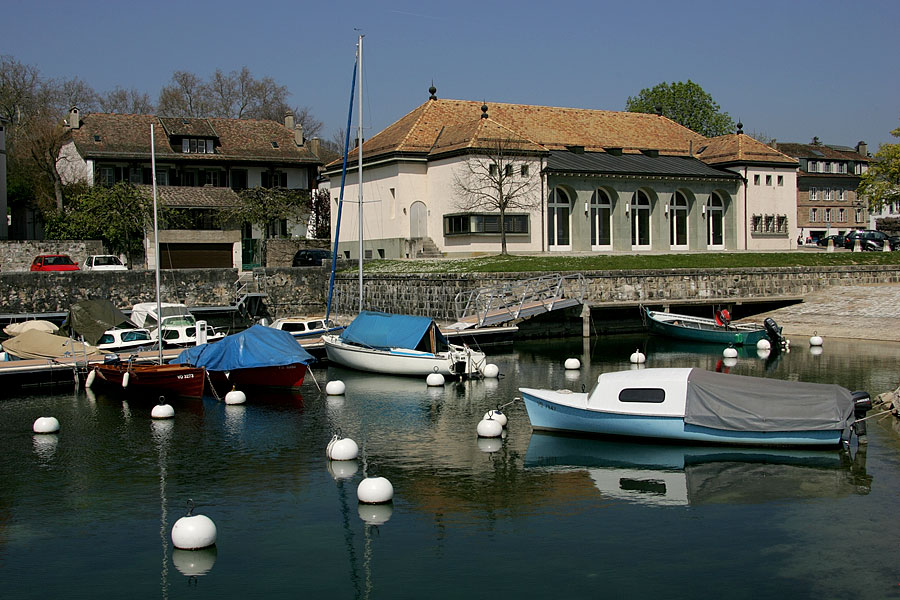
Bootshafen
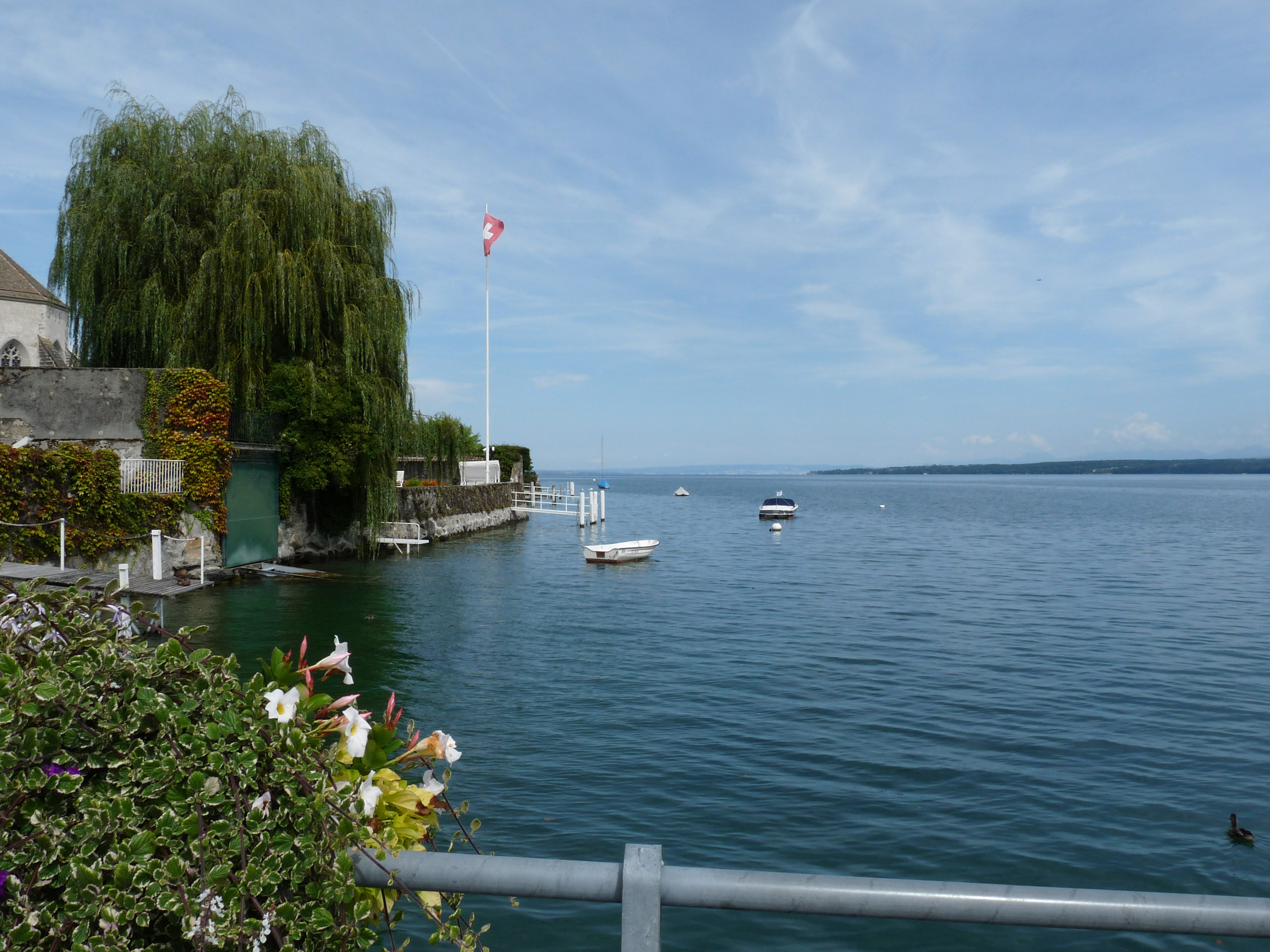
Anlegestelle